# Charles-Mathias Simons
Charles-Mathias Simons (ur. 27 marca 1802 w Bitburgu, zm. 5 października 1874 w Luksemburgu) – luksemburski polityk i prawnik. Trzeci premier Luksemburga, sprawujący urząd od 23 września 1853 do 26 września 1860.